# سیاهرگ گردنی عمقی
سیاهرگ گردنی عمقی (به انگلیسی: Deep cervical vein) (به لاتین: Vena cervicalis profunda) سیاهرگی است که سرخرگ گردنی عمقی را میان ماهیچه نیم‌خاری سری و ماهیچه دراز گردن همراهی می‌کند.
این سیاهرگ در ناحیه زیرپس‌سری (ساب‌اکسیپیتال) از به هم پیوستن شاخه‌های ارتباطی سیاهرگ پس‌سری و سیاهرگ‌های کوچکی از ماهیچه‌های عمقی پشت گردن پدید می‌آید؛ در ادامه شاخه‌هایی را از شبکه سیاهرگی پیرامون زوائد خاری مهره‌های گردنی دریافت می‌کند و در پایان به بخش پایینی سیاهرگ مهره‌ای می‌پیوندد.